# Diego Fernando Moreno
Diego Fernando Moreno  (El Espinal, Tolima, Colombia; 21 de agosto de 1982) es un exfutbolista colombiano. Jugaba como mediocampista. Algo anécdotico es que Diego debutó y se retiró con los 2 equipos más grandes de Bogotá.

## Clubes
| Club             | País     | Año         |
| ---------------- | -------- | ----------- |
| Millonarios      | Colombia | 2001 - 2003 |
| Atlético Huila   | Colombia | 2004        |
| Santa Fe         | Colombia | 2005        |
| Patriotas Boyacá | Colombia | 2006        |
| Expreso Rojo     | Colombia | 2007        |
| Santa Fe         | Colombia | 2008 - 2010 |

## Palmarés

### Campeonatos nacionales
| Título        | Club     | País     | Año  |
| ------------- | -------- | -------- | ---- |
| Copa Colombia | Santa Fe | Colombia | 2009 |